# 壁形金冠

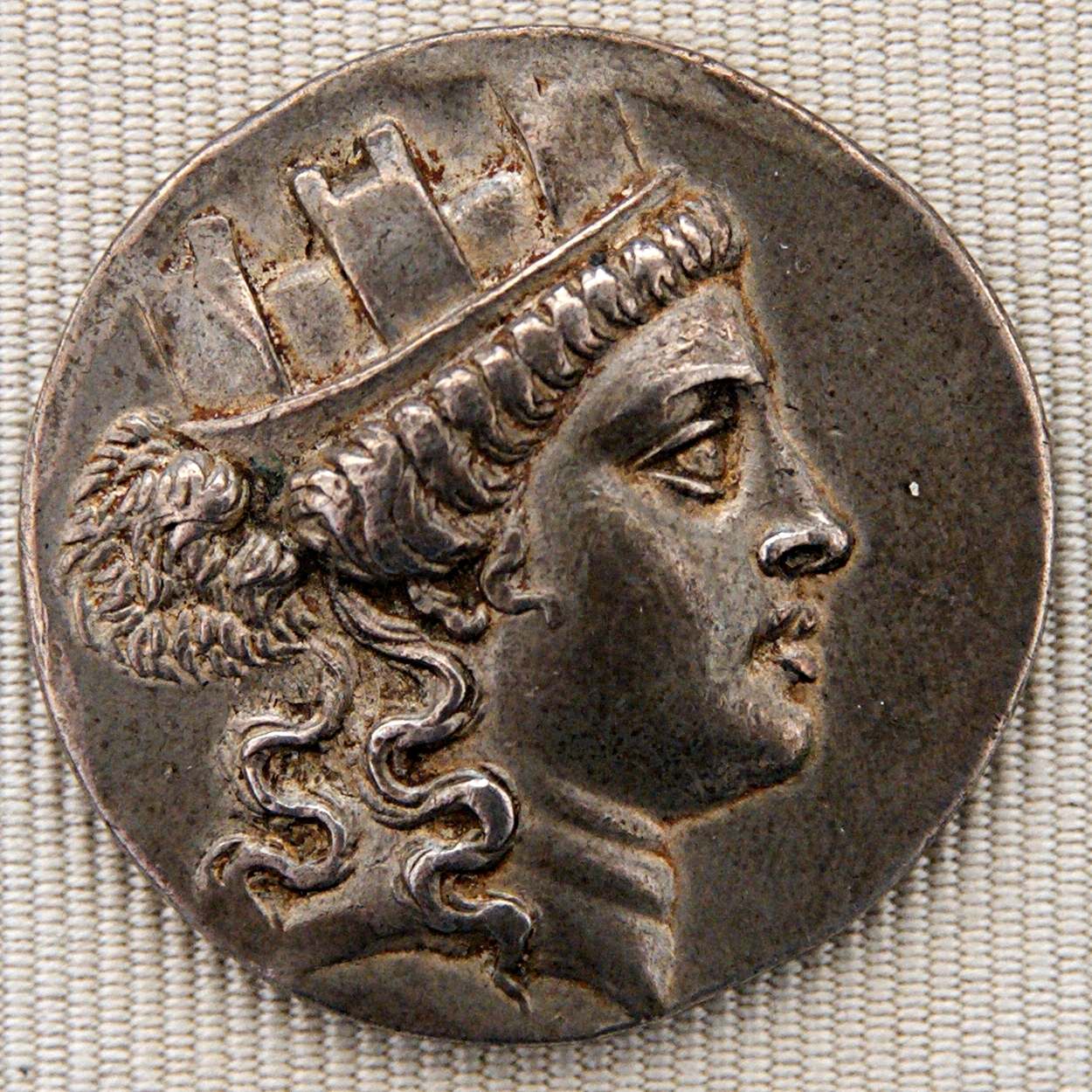
西元前160至150年間士麦那發行的四德拉克馬銀幣，鑄有城市女神佩戴壁形金冠的圖樣

在古希腊文化中，壁形头冠是希腊女神堤喀（Tyche）的象征物，她主宰的是一个城邦的命运，相对应于罗马神话中的福尔图娜（Fortuna）。同时代，诸如库柏勒般城邦守护母神也会被描绘戴着类似的高圆柱头冠。
古罗马时代，壁形头冠成为一种军事的奖励品，由罗马所制作的头冠被称为壁形金冠（拉丁語：corona muralis），是一顶设计为城垛状，并用黄金打造的头冠，被颁授于那些在围攻战中首个登上敌方城墙的兵士。由于这是一个最高荣誉的军功奖励，直到完成严格的审核为止，它是不会被随意颁授的。
在纹章学中，以黄金打造的城垛状头冠也演变为纹章的其中一种构成元素。

### 例子

## 脚注
1. ↑  Allègre, Fernand. . 巴黎. 1889: 187–92 （法语）.
2. ↑  Aulus Gellius, Noctes Attici, V.6.4; Livy, Ab Urbe Condita, XXVI.48
3. ↑  Livy. l.c.; cf. Suetonius, Lives of the Twelve Caesars, Augustus 25.
4. ↑  muri pinnis according to Aulus Gellius